# Пеньо Чернеолу
Пеньо Чернеолу войвода с прозвища Хвърковатият и Шипкалията е български хайдутин от село Шипка
Родът на Чернеолу бил от Дрипчево, които по незнайни причини се преместил в село Шипка, където е роден войводата. По сведения на Тенчо Тотев Чернев (16 септември 1921 – 11 януари 2017) войводата е роден в град Чорлу. Организира чета, която наброява четири – пет души във времето след 1840 г. С тази чета се подвизавал в Средна гора, Централния Балкан, Сакар планина, Източна Странджа, а понякога слизал до Одрин, Родосто и Цариград. Бил смел и справедлив, като заграбеното от богатите турци раздавал на сиромасите да си купят добитък и платят данъците. В ранните си години при него се е учил хайдутлука Филип Тотю. Войводата е убит след предателство.
(1820 – 1865)
Пеньо войвода е роден в семейство отглеждащо коне. Турци заграбват стадото им, заедно с любимият жребец на Хвърковатия. Заради убийството на онбашията (полицейски началник в малък град), командващ грабителите семейството на българина е избито, а той се спасява с бягство и заживява в Казанкъеко. Там се главява като аргатин при богат турчин от село Хасът. Не само, че не му се плаща за работата в продължение на 1 – 2 години, но и е набит жестоко от господаря. Горд, докачлив и свободолюбив, той не понесъл това унижение и се заканил да отмъсти. След време при една среща в Балкана Пеньо убива турчина, като го завързва го за волската каруца и така влачен подир нея е закаран от животните му в Крън.
За залавянето на войводата биват пращани многобройни потери, шпиони, но и многото устройвани му капани не дават резултат. Често преоблечен като турчин, като кадъна, като циганин кюмюрджия, пък и добре говорещ турски език се отървава от преследванията. Понеже бил неуловим, за главата му е обещана награда. Тогава било разгласено, че казанлъшкият каймакамин е издействал от Цариград помилване, ако се прибере в Шипка и заживее тихо и мирно. Въпреки че не повярвал особено на обещанията, но може би понеже вече му бил дотегнал хайдушкия живот той приел предложението.
След като се прибрал в селото си Пеньо Чернеолу вдига къщата, която бързо израствала и скоро била с покрит покрив. В това време турците подкупили майстора му Теню Говедаров да го убие. Правейки оджака (огнището), след като запушил комина и се задимило, той се обърнал към него с думите: „Бай Пеньо, я се наведи и виж това дърво гдето го правя за веригата – все ми се вижда, че е накриво“. Пеньо, се навежда да погледне в комина, държейки най-малкото си момче в ръце. Тогава е посечен от брадвата на продажника. Гонен от турците и мразен от българите, след време Теню Говедаров се побърква.
Пеньо Чернеолу баш войвода

На девет друма го вардили

На десетия го уловили

Питат го и разпитват:

- Кажи, Пеньо Чернеолу олун,

Имаш ли си жена, имаш ли си деца?

А той им отговаря:

- Имам си жена, имам си деца

И затуй съм тръгнал Свобода да диря.